# BSIグループジャパン
BSIグループジャパン株式会社（ビーエスアイグループジャパン、英: BSI Group Japan K.K.）は、BSI（英国規格協会）の日本現地法人である。
BSIグループの一員であり、マネジメントシステム審査登録、医療機器認証サービス、ISO規格を中心とした研修・トレーニング、規格関連情報や、リスク低減ツール、規格策定サービスのなどを提供している会社。